# Kościół św. Jadwigi w Bolkowie
Kościół św. Jadwigi w Bolkowie – kościół parafialny w Bolkowie wpisany do rejestru zabytków (76 z dn. 29.03.49). Znajduje się w Dekanacie Bolków.
Gotycka budowla pierwotnie na planie krzyża greckiego. Datowany na połowę XIII w.

## Historia
Kościół zbudowano zapewne około 1250 r. Wzmiankowano go po raz pierwszy w 1298 r. w tym czasie został ochrzczony im. św. Jadwigi przez biskupa wrocławskiego Tomasza II. Wcześniej nosił nazwę Kościół Krzyża. W XVI w. dobudowano dwie boczne nawy. W 1846 w. za sprawą proboszcza Faustmanna usunięto gotyckie szczyty i osadzono obecny czterospadowy dach usunięto też wczesnogotyckie małe okna zostały one zastąpione obecnymi, kościół stał się budowlą trójnawową. W tym czasie znajdujące się na kościelnej podłodze epitafia odwrócono napisami do dołu. Przykrywają one krypty (w podpiwniczeniu nawy) z trumnami członków rodów: Zedlitzów, Tschirnhausów, Saltzów, oraz bogatych mieszczan i przywódców miasta. Natomiast w podpiwniczeniu zakrystii znajduje się krypta szczelnie wypełniona kośćmi.
W kościele zachowała się ambona z 1619 r., sklepienia krzyżowe w części wczesnogotyckiej i kamienne rzeźby na szczycie północnej kruchty.
Obok kościoła zachowała się murowana barokowa kaplica, pochodząca z 20. lat XVIII w.  oraz figura św. Jana Nepomucena z 1724 r.

## Przykościelny cmentarz
Do końca XVII w. teren wokół świątyni był miejscem licznych pochówków, cmentarz rozciągał się w kierunku południowo-wschodnim aż do miejskiego muru. Na cmentarzu dokonywano także pochówków w masowych grobach.

## Kalendarium
- 1248–1252 – założenie kościoła
- 1428 – spalenie wieży przez Husytów
- 1646 – Szwedzi niszczą pozostałości wieży
- 1816 – odbudowa wieży w obecnej formie
- 1863 – prace remontowano-budowlane
- 1875 – remont kościoła i nadanie mu cech neogotyckich
- 1927 – podczas renowacji pod dachem zakrystii zostaje znaleziono około 80 czaszek i trochę kości, po analizie w Instytucie Etnologiczno-Antropologicznym w Lipsku orzeczono, że są to szczątki rodzimej ludności, prawdopodobnie z pewnym szczątków rasy azjatyckiej, w kilku czaszkach znaleziono czworokątne otwory, jako jedną z hipotez postawiono, że był to pochówek Husytów (dr Hesch, asystent w instytucie dokonał odpowiednich pomiarów).
- 2 kwietnia 2006 – na placu przed wschodnim wejściem do kościoła stanął pomnika Jana Pawła II, specjalnie na tę okazję z części ulicy Karola Świerczowskiego wydzielono Plac Jana Pawła II, przy którym obecnie znajduje się także plebania.